# Izvoarele Sucevei
Izvoarele Sucevei é uma comuna romena localizada no distrito de Suceava, na região de Bucovina. A comuna possui uma área de 132.70 km² e sua população era de 2356 habitantes segundo o censo de 2007.